# Pederobba
Pederobba ist eine italienische Gemeinde mit 7356 Einwohnern (Stand 31. Dezember 2023) in der Provinz Treviso in Venetien am Fluss Piave.
Bekannt wurde Pederobba durch die Ortschaft Onigo. Der Flecken wurde im Ersten Weltkrieg, als er an der Front lag, schwer zerstört und hat daher bis auf die Kirche mit ihrem imposanten Campanile wenig sehenswerte Gebäude.
Onigo hat etwa 4000 Einwohner. Heute läuft die wichtige Nationalstraße Feltrina, die von Treviso nach Feltre führt, als Umgehungsstraße um den Ort herum.
Bei Pederobba liegt eines der Zementwerke Italiens.
Ein anderes (fiktives) Onigo ist auch der literarische Heimatort des Jungen Carlos, der in Brasilien davon träumt, ein großer Fußballspieler zu werden. Siehe dazu das Kinderbuch: Carlos kann doch Tore schießen von Andreas Venzke, Verlag Nagel & Kimche, Zürich 1999.

## Partnerstädte
- Hettange-Grande, Frankreich (seit 1982)
- Jacutinga, Brasilien (seit 2008)